# Gelbschwanz-Demoiselle
Die Gelbschwanz-Demoiselle (Chrysiptera parasema) ist eine Art aus der Familie der Riffbarsche (Pomacentridae). Die Fische bewohnen die Korallenriffe an den Küsten des westlichen Indonesien, des malaysischen Bundesstaates Sabah, der Philippinen und der Ryūkyū-Inseln in Tiefen von einem bis 16 Metern. Die revierbildenden Fische halten sich immer in der Nähe von möglichen Verstecken auf. 

## Merkmale
Gelbschwanz-Demoisellen werden fünf bis sechs Zentimeter lang. Die Körperhöhe beträgt 1,9 bis 2,2 Zentimeter. Entlang des Seitenlinienorgans haben sie 12 bis 14 Schuppen. Die Anzahl der Kiemenreusenfortsätze beträgt 21 bis 24.
- Flossenformel: Dorsale XIII/10–12, Anale II/11–12,  Pectorale 14–15

## Systematik
Die Gelbschwanz-Demoiselle wurde 1918 durch den US-amerikanischen Zoologen Henry Weed Fowler unter der Bezeichnung Abudefduf parasema erstmals wissenschaftlich beschrieben. Chrysiptera parasema bildet mit C. arnazae, C. giti und C. hemicyanea einen Komplex sich äußerlich nur minimal unterscheidender Arten mit unterschiedlichem Verbreitungsgebiet. Gemeinsam ist ihnen eine leuchtend blaue Grundfärbung und ein verschieden großer gelber Bereich im unteren und hinteren Körperabschnitt. Dieser Artenkomplex gehört innerhalb der nicht monophyletischen Gattung Chrysiptera zu einer monophyletischen Klade mit insgesamt zehn Arten. Die übrigen Mitglieder dieser Klade sind C. cymatilis, C. oxycephala, C. pricei, C. sinclairi, C. springeri und eine bisher unbeschriebene Art.

## Aquaristik
Gelbschwanz-Demoisellen sind beliebte Zierfische im Meerwasseraquarium. Sie sind nicht so aggressiv wie andere Riffbarsche, werden nicht zu groß, haben leuchtende Farben und sind auch für Anfänger geeignet. Bei guter Pflege laichen sie auch im Aquarium. Inzwischen ist es auch gelungen, die Larven großzuziehen.